# هیالیا گاردنز (فلوریدا)
هیالیا گاردنز (به انگلیسی: Hialeah Gardens) شهری در شهرستان شهرستان میامی-دید ایالت فلوریدا است که در سال ۱۹۴۸ بنیان‌گذاری شده‌است. این شهر طبق سرشماری سال ۲۰۱۰ میلادی، ۲۱٬۷۴۴ نفر جمعیت داشته و مساحت آن نیز ۶٫۵ کیلومتر مربع است.